# Amjad Attwan
Amjad Attwan (en arabe : أمجد عطوان) est un footballeur international irakien, né le 12 mars 1997 à Kerbala. Il évolue au poste de milieu défensif au sein du club de Zakho SC.

## Biographie

### Carrière en sélection
Le 18 mars 2016, Amjad dispute sa première sélection internationale avec l'Irak, contre la Syrie lors d'un match amical.
Le 15 octobre 2019, il inscrit son premier but international contre le Cambodge, lors d'une victoire 4–0 de l'Irak rentrant dans le cadre des éliminatoires de la Coupe du monde de football 2022.
Il joue un rôle majeur dans le titre de champion du Golfe de l'Irak en 2023 (le premier depuis 1988) en étant notamment passeur décisif pour le but du 2-1 (score final) en demi-finale face au Qatar et du 3-2 (score final) en finale (ar) face à Oman. Également auteur d'une passe décisive pour le but de la manita (5-0) en phase de groupes face au Yémen, il termine meilleur passeur de la compétition. 

## Statistiques

### Buts internationaux
| 0   | Date            | Lieu                                                | Compétition                                         | Résultat | Adversaire | Détail | Détail        | Détail | Sél. |
| --- | --------------- | --------------------------------------------------- | --------------------------------------------------- | -------- | ---------- | ------ | ------------- | ------ | ---- |
| 1er | 15 octobre 2019 | Stade olympique de Phnom Penh, Phnom Penh, Cambodge | Éliminatoires de la Coupe du monde de football 2022 | V 4-0    | Cambodge   | 57e    | du pied droit | 3-0    | 42e  |

## Palmarès

### En club
| Naft Al-Wasat SC - Championnat d'Irak - Champion en 2015 |  | Al-Shorta SC - Championnat d'Irak - Champion en 2019 - Supercoupe d'Irak (en) - Vainqueur en 2019 (en) |  | Koweït SC - Coupe Crown Prince du Koweït - Vainqueur en 2020 (en) - Championnat du Koweït - Champion en 2020 |

### En sélection
| Irak - Coupe du Golfe des nations - Vainqueur en 2023 |

### Distinctions personnelles
- Meilleur passeur de la Coupe du Golfe des nations 2023 (3 passes décisives)
- Homme du match de la finale de la Coupe du Golfe des nations 2023 (ar)